# Ashley Cariño
Ashley Ann Cariño Barreto (Kissimmee, Florida, 3 de agosto de 1994) é uma modelo e rainha da beleza norte-americana-porto-riquenha, vencedora do concurso Miss Universo Porto Rico 2022. Ela representará Porto Rico no concurso Miss Universo 2022.
Ela já foi vencedora do Miss Florida USA 2021 e representou a Flórida no Miss USA 2021, onde ficou em 3º lugar.

## Biografia
Cariño nasceu em Kissimmee, Florida e sua mãe Olga Arline Barreto participou de concursos de beleza em Porto Rico. Em 2000, ela e sua família se mudaram de Porto Rico para Kissimmee. Em 2012, ela se formou no Ensino Médio Profissional e Técnico em Kissimmee. Em meio à pandemia do novo coronavírus (COVID-19) de 2020 a 2021, ela trabalhou como reabilitadora social com um especialista em comportamento local enquanto estudava engenharia aeroespacial na Universidade da Flórida Central em Orlando.

## Concurso de beleza

### Miss USA 2021
Em 29 de novembro de 2021, Cariño representou a Flórida no Miss USA 2021 e competiu contra 51 outros candidatos no Paradise Cove Theatre, River Spirit Casino Resort em Tulsa, Oklahoma. Ela ficou em 3º lugar para Elle Smith de Kentucky.

### Miss Universo Porto Rico 2022
Em 11 de agosto de 2022, Cariño representou Fajardo no Miss Universo Porto Rico 2022 e competiu contra 28 outros candidatos no Luis A. Ferré Performing Arts Center em San Juan. Ela ganhou o título e sucedida por Michelle Colón.

### Miss Universo 2022
Cariño representará Porto Rico no Miss Universo 2022.